# Советское сельское поселение (Краснодарский край)
Советское сельское поселение — муниципальное образование в составе Новокубанского района Краснодарского края России.
В рамках административно-территориального устройства Краснодарского края ему соответствует Советский сельский округ. 
Административный центр — станица Советская.

## Население
| 2002    | 2010    | 2012    | 2013    | 2014    | 2015    | 2016    |
| ------- | ------- | ------- | ------- | ------- | ------- | ------- |
| 13 285  | ↘12 093 | ↘12 001 | ↘11 958 | ↗11 976 | ↗12 111 | ↗12 184 |
| 2017    | 2018    | 2019    | 2020    | 2021    | 2023    |         |
| ↘12 075 | ↘12 072 | ↘11 929 | ↘11 901 | ↗12 895 | ↘12 703 |         |

## Населённые пункты
В состав сельского поселения (сельского округа) входят 7 населённых пунктов:
| № | Населённый пункт | Тип населённого пункта | Население (чел.) |
| - | ---------------- | ---------------------- | ---------------- |
| 1 | Подлесный        | посёлок                | ↘78              |
| 2 | Родниковский     | хутор                  | ↘1138            |
| 3 | Радищево         | село                   | ↘814             |
| 4 | Раздольный       | хутор                  | ↗191             |
| 5 | Советская        | станица                | ↗9882            |
| 6 | Стебницкий       | хутор                  | ↘581             |
| 7 | Южный            | посёлок                | ↘270             |